# Michal Palkovič
Michal Palkovič (* 11. června 1974, Bratislava) je slovenský politik, lékař a vysokoškolský pedagog, od května do října 2023 ministr zdravotnictví SR ve vládě Ľudovíta Ódora.

## Život
V roce 1999 absolvoval Lékařskou fakultu Univerzity Komenského v Bratislavě (LF UK). V témže roce začal působit jako vysokoškolský pedagog v Ústavu patologické anatomie LF UK a na Univerzitní nemocnici v Bratislavě. V letech 2005 až 2023 působil v Úřadu pro dohled nad zdravotní péčí, od roku 2006 potom v Nemocnici Staré mesto jako bioptický histopatolog. V roce 2010 začal vyučovat na Fakultě zdravotnických věd Univerzity sv. Cyrila a Metoda v Trnavě.
V roce 2015 získal na Vysoké škole zdravotnictví a sociální práce sv. Alžbety v Bratislavě magisterský titul a titul MHA, posléze také získal v roce 2018 titul MPH.
V květnu 2023 se stal ministrem zdravotnictví v úřednické vládě Ľudovíta Ódora. Tím byl až do října téhož roku.